# 상주군 을
상주군 을은 대한민국의 옛 국회의원 선거구이다. 당시 경상북도 상주군의 일부 지역을 관할했다.

## 역사
제헌 국회의원 선거를 앞두고 상주군의 일부 지역을 관할하는 선거구로 신설되었다. 신설 당시 상주군 내서면, 모동면, 모서면, 화동면, 화서면, 화북면, 외서면, 은척면, 공검면, 함창면, 이안면을 관할했다.
제6대 국회의원 선거를 앞두고 상주군 갑, 을 선거구를 통합하여 상주군 단독 선거구를 이루게 됨에 따라 폐지되었다.

## 역대 국회의원
| 선거   | 정당 | 정당               | 의원   |
| ------ | ---- | ------------------ | ------ |
| 1948년 |      | 대한노동총연맹     | 전진한 |
| 1950년 |      | 대한독립촉성국민회 | 백남식 |
| 1954년 |      | 무소속             | 백남식 |
| 1958년 |      | 무소속             | 김정근 |
| 1960년 |      | 무소속             | 김기영 |

## 역대 선거 결과

### 대한민국 제헌 국회의원 선거
|  | 75.44% |

|  | 24.55% |

### 대한민국 제2대 국회의원 선거
|  | 17.11% |

|  | 16.71% |

|  | 10.59% |

|  | 9.97% |

|  | 9.58% |

|  | 6.29% |

|  | 5.94% |

|  | 5.51% |

|  | 5.23% |

|  | 4.75% |

|  | 4.54% |

|  | 1.95% |

|  | 1.76% |

### 대한민국 제3대 국회의원 선거
|  | 23.85% |

|  | 20.02% |

|  | 17.07% |

|  | 14.93% |

|  | 7.73% |

|  | 7.07% |

|  | 4.86% |

|  | 2.61% |

|  | 1.81% |

### 대한민국 제4대 국회의원 선거
|  | 43.62% |

|  | 33.06% |

|  | 20.70% |

|  | 2.60% |

### 대한민국 제5대 국회의원 선거
|  | 26.25% |

|  | 24.45% |

|  | 15.21% |

|  | 11.12% |

|  | 8.62% |

|  | 6.61% |

|  | 5.05% |

|  | 2.67% |